# ラクスジェン・U6ターボ
ラクスジェン・U6ターボ（Luxgen U6 TURBO ）は台湾の自動車メーカー・裕隆汽車がラクスジェンブランドで発売する中型クロスオーバーSUVである。

## 概要
2013年11月11日、ラクスジェンブランドの第4弾として発表。同ブランドとしてはU7ターボに続く第2弾のSUVである。生産は台湾（裕隆日産汽車）のほか、追って中国の東風裕隆（裕隆と東豊汽車との合弁会社）でも生産され、中国での車名は「ラクスジェン・Da5」となる予定だったが、市販時には「优（優）6SUV」へと車名が変更された。
2014年秋にはスポーツ仕様である「Sports+」(スポーツ・プラス)が追加された。
2015年4月8日、マイナーチェンジを機に、車名を「U6ターボ　エコハイパー」へ、「U6ターボ　Sports+」も「U6ターボ　エコハイパー Sports+」へと変更された。エンジンは1.8Lと2.0Lの2本立てに変わりはないが、ともに、ロングストローク化による出力と燃費向上の両立を実現させている。また、サスペンションのセッティングを大幅に見直すことで、操安性と乗り心地の向上を図っている。尚、今回のマイナーチェンジモデルは開発に水野和敏が参画した初のモデルとなる。
2017年11月、2度目のマイナーチェンジで「U6 GT」に改名。今回の改良にあたり、水野の同志ともいえる鈴木利男や田中哲也をテストドライバーとして採用し、大分県のオートポリスを足回り開発ならびに走行テストの拠点とした。また、エンジンの開発には東名エンジンが参画するなど大幅な体制変更がなされた。スポーツモデルとして、ビルシュタイン製のダンパーやレイズ製ホイールを装着し、最高出力を引き上げた「U6 GT220」を追加している。

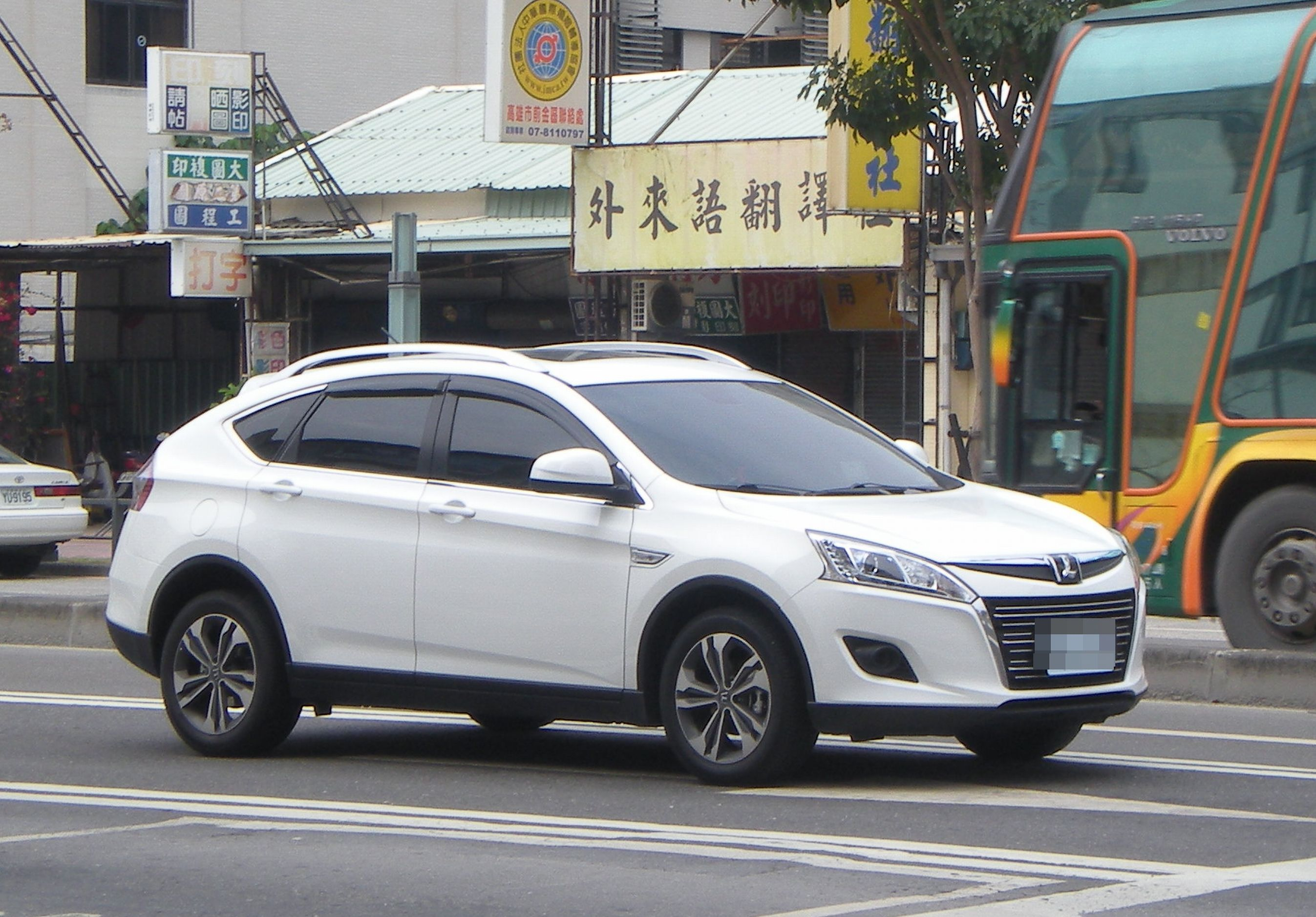
前期　フロント
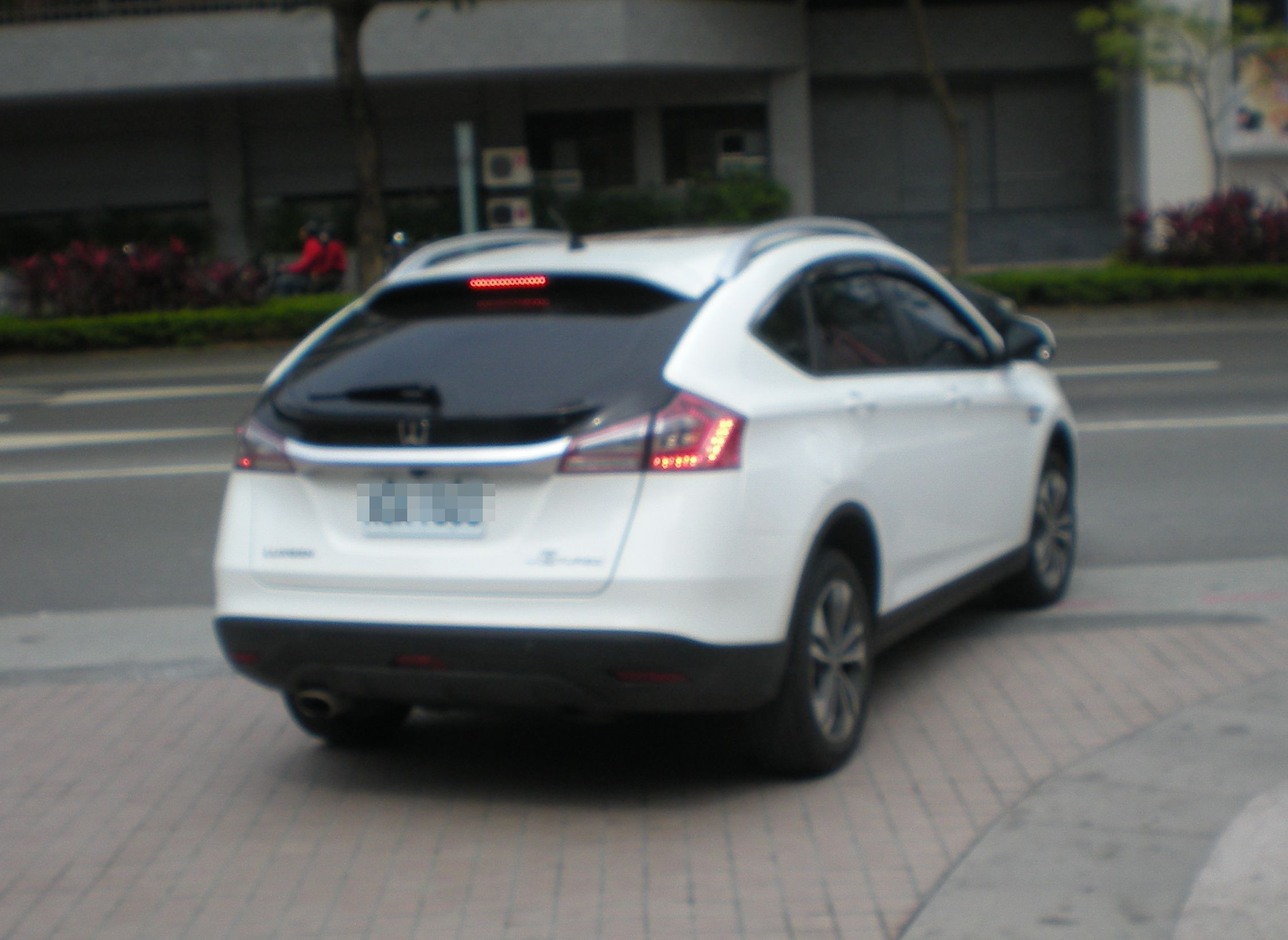
前期　リヤ

## メカニズム
ベースとなった5セダン（のちにS5ターボに改称）同様、米国・アルティア社と共同開発したプラットフォームを採用し、1.8もしくは2.0リッターエンジンに可変バルブ機構（VVT）とハネウェル製「ギャレット」タービン内蔵のターボチャージャーを組み合わせ、ミッションは2.0LにはアイシンAW（現:アイシン）製6速AT、1.8Lには5MTもしくは5ATを搭載する。
SUVではあるが、4WDの設定は無く、全車FFのみの設定である。
安全面ではデュアルサイドカーテンエアバッグやESCなどを標準装備している。 
装備面では「アクティブイーグルビュー+」「サイドビュー+」「ナイトビジョン+」レーンキープシステム「LOWS+」を備えたマルチメディアシステム「THINK+Touch」を備え、iKEY+と呼ばれるスマートキーシステムや電子式パーキングブレーキ（＝EPB、M+を含む）、本皮革シートなども用意。